# Єдігарян Артур Гегамович
Артур Гегамович Єдігарян (вірм. Արթուր Եդիգարյան, * 26 червня 1987, Єреван) — вірменський футболіст, півзахисник мінського «Динамо» та національної збірної Вірменії. Старший брат іншого футболіста збірної Вірменії Артака Єдігаряна.

## Клубна кар'єра
Професійну кар'єру розпочав 2004 року у складі команди клубу «Пюнік», з якою протягом 2006–2009 років чотири роки поспіль ставав переможцем національної першості Вірменії.
Протягом 2009–2011 років виступав в Ірані, де на умовах оренди захищав кольори місцевого клубу «ПАС Гамадан». 2011 року повернувся до Вірменії і до кінця року, також як орендований футболіст, грав за команду єреванського «Бананца».
На початку 2012 року про свою зацікавленість висловилися підмосковні «Хімки». Пізніше Єдігарян приєднався до команди на навчально-тренувальному зборі. Через фінансові розбіжності між клубами, трансфер футболіста довго не підтверджувався. 24 лютого Єдігарян підписав контракт з «Хімками». Подробиці трансферу сторони не розголосили. В кінці червня Єдігарян, разом зі співвітчизниками Артаком Алексаняном і Едуардом Татояном, покинув клуб. 
На початку серпня 2012 року повернувся в рідний клуб «Пюнік». З клубом уклав угоду до кінця сезону 2012/13. У найближчій грі вийшов у стартовому складі проти діліжанського «Імпульсу». На 67-й хвилині був замінений Артуром Григоряном.
Проте вже в середині серпня Єдігарян відправився в Ужгород, де провів перегляд у місцевому клубі «Говерла». Перегляд пройшов успішно і клуб підписав контракт за системою 1+1, а також отримав футболку з номером 22. 25 серпня, в 7 турі чемпіонату, Єдігарян дебютував у гостьовій грі проти маріупольського «Іллічівця». Відігравши 60 хвилин, був замінений відразу після першого пропущеного м'яча на Сотіріса Балафаса. Всього до кінця сезону відіграв за ужгородську команду 19 матчів в Прем'єр-лізі.
Влітку 2013 року перейшов в казахстанський «Кайрат», з яким двічі вигравав бронзові медалі чемпіонату Казахстану, а також у 2014 році виграв Кубок Казахстану.
У лютому 2015 року прибув на перегляд в мінське «Динамо». 17 березня 2015 року підписав контракт з динамівцями.

## Виступи за збірну
У 2008 році дебютував в офіційних матчах у складі національної збірної Вірменії. Наразі провів у формі головної команди країни 22 матчі.

## Титули і досягнення
- Чемпіон Вірменії (7):

«Пюнік»: 2006, 2007, 2008, 2009
«Алашкерт»: 2015-16, 2016-17, 2017-18
- Володар Кубка Вірменії (2):

«Пюнік»: 2009
«Алашкерт»: 2018-19
- Володар Суперкубка Вірменії (4):

«Пюнік»: 2007, 2008
«Алашкерт»: 2016, 2018
- Володар Кубка Казахстану (1):

«Кайрат»: 2014